# ブトロス・ブトロス＝ガーリ
ブトロス・ブトロス＝ガーリ（Boutros Boutros-Ghali、コプト語: Ⲡⲉⲧⲣⲟⲥ Ⲡⲉⲧⲣⲟⲥ-Ⲅⲁⲗⲓ、アラビア語: بطرس بطرس غالي Buṭrus Buṭrus Ghālī 、1922年11月14日 - 2016年2月16日）は、エジプトの外交官、政治家、国際法学者である。1992年から1996年まで第6代国連事務総長を務め、ユーゴスラビア崩壊やルワンダ虐殺など、いくつかの世界的な危機が重なった時期に国連を監督した。その後、1997年11月から2002年末まで、フランコフォニー国際機関の初代事務総長を務めた。
事務総長在任当時の報道等ではブトロス・ガリ（または単にガリ）と表記されることが多かった。「ブトロス」とはラテン語のペトルスやフランス語のピエール、英語のピーターと同一の語源を持つ名前で、使徒ペトロに由来する。

## 若年期と教育
1922年11月14日、エジプト王国のカイロでコプト正教会信徒の家庭に生まれた。父方の祖父のブトロス・ガーリーは、イギリス統治下のムハンマド・アリー朝期に首相を務めたがナショナリストに暗殺された。母方の祖父に、著名な公務員であり歴史家でもあったミハイル・シャルビム（1861-1920）がいる。
1946年にカイロ大学を卒業した。1949年にパリ大学法学部で国際法のPh.D.を、パリ政治学院で国際関係学のディプロマを取得した。
1949年から1979年にかけて、カイロ大学の国際法・国際関係学の教授を務めた。1975年には政治戦略学センターの代表、1980年にはアフリカ政治学会の会長に就任した。1954年から1955年までフルブライト研究員としてコロンビア大学に留学し、1963年から1964年までハーグ国際法アカデミーの研究センター長、1967年から1968年までパリ大学法学部客員教授を務めた。1986年には、スウェーデンのウプサラ大学法学部から名誉博士号を授与された。

## 政治家としてのキャリア

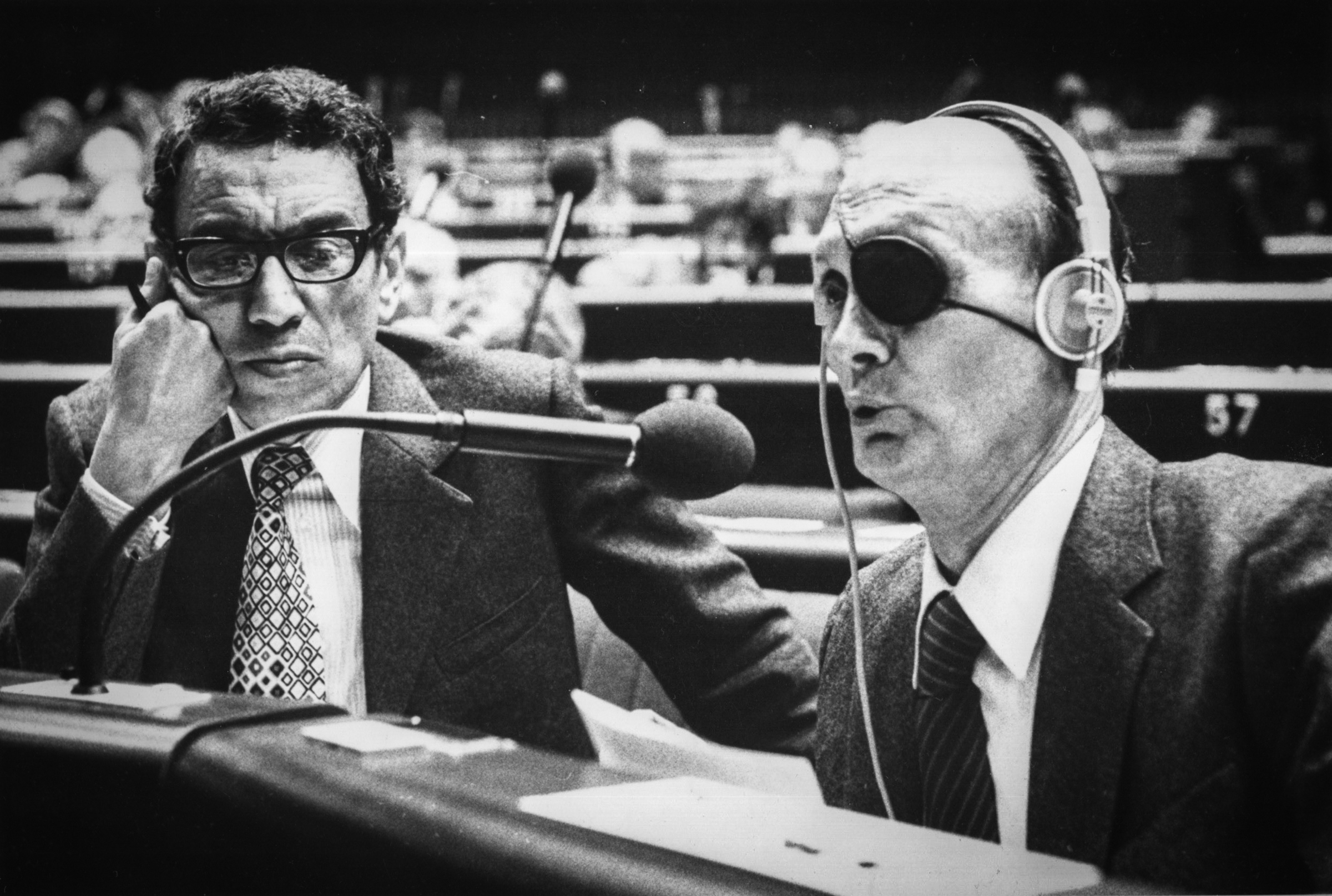
ストラスブールの欧州評議会において、ブトロス・＝ガーリ（左）とモーシェ・ダヤン（1979年10月）

ブトロス＝ガーリの政治的キャリアは、アンワル・アッ＝サーダートの大統領時代に発展した。1974年から1977年までアラブ社会主義連合中央委員会の委員を務めた。1977年に外務担当国務大臣代行に任ぜられ、イスラエルとの和平合意に尽力した。サーダート暗殺後も、ホスニー・ムバーラクの元で1991年まで務めた。1989年、ムバーラクに随行して日本の昭和天皇の大喪の礼に参列している。

ブトロス＝ガーリ、ジミー・カーター米大統領、アンワル・サダト、サイラス・ヴァンス米国務長官（1977年、キャンプ・デービッドにおいて）

調査ジャーナリストのリンダ・メルバーンによると、ブトロス＝ガーリは外務大臣だった1990年に、ルワンダ政府への2600万ドルの武器売却を秘密裏に承認していたという。この武器は、フツ族政権がその後の大虐殺のために公然と長期的に準備していたものの一部として備蓄されていた。その4年後にルワンダ虐殺が起きた時、ブトロス＝ガーリは国連事務総長を務めていた。

## 国連事務総長

### 1991年の選出
ブトロス＝ガーリは、ハビエル・ペレス・デ・クエヤルの任期満了に伴う1991年の国際連合事務総長の選出に立候補した。第1回、第2回投票ではジンバブエのバーナード・チゼロと同票、第3回投票では1票差で勝ち、第4回投票では1票差で負けていた。アメリカが有力候補2人を排除しようとしているのではないかという懸念から、いくつかの国がチゼロへの支持を撤回してブトロス＝ガーリの支持に回ったため、第5回投票ではブトロス＝ガーリが圧勝した。ムバラク大統領やムサ外相などエジプト政府のロビー活動も功を奏し、本人も最終投票日の前日に、ジョン・ボルトン米国務次官補と会い、アメリカの国益に反するようなことはしないと約束したとされる。
これにより、アフリカ大陸出身者では初の国連事務総長となった。就任時点での年齢69歳と1ヶ月は、歴代の国際連合事務総長のなかで最高齢の記録である。

### 任期中

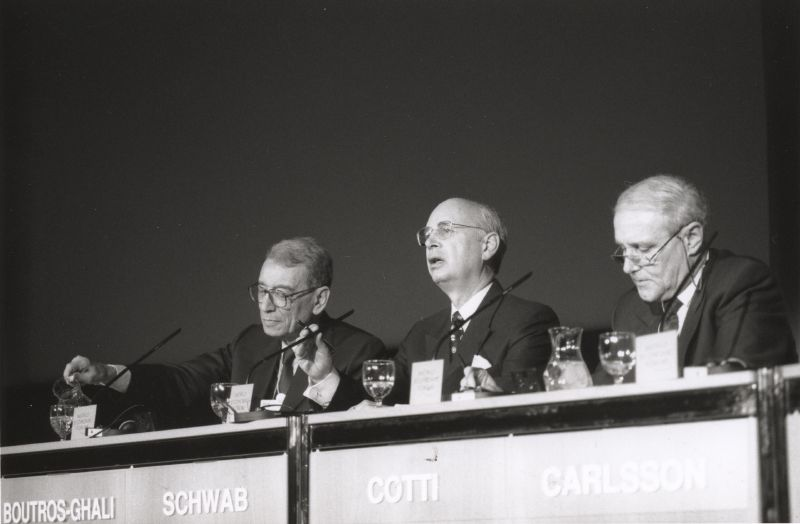
ブトロス＝ガーリ
、クラウス・シュワブ、フラヴィオ・コッティ（1995年の世界経済フォーラムにて）

ブトロス＝ガーリの国連事務総長としての評価は、いまだに議論の的となっている。
1992年、ブトロス＝ガーリは国連の紛争対応策を提案する『平和への課題』（アジェンダ・フォー・ピース）を提唱した。ブトロス＝ガーリはこの中で、国連が民主主義の促進に積極的に取り組むこと、国連が危機を回避するための予防外交を行うこと、国連の平和維持の役割を拡大すること、という3つの目標を設定した。その目標はアメリカのジョージ・H・W・ブッシュ大統領と一致するものであったが、アメリカは、1992年のソマリア内戦、1994年のルワンダ虐殺に国連を深く関与させようしたことで、国連との衝突が繰り返された。
ガーリが主張したPKO改革の大きな柱であった「平和強制部隊（平和執行部隊）」は、ソマリア内戦への介入（第二次国際連合ソマリア活動）で予想以上の損害を出し、アメリカ軍を始めとした平和強制部隊を構成する部隊の多くが撤退。ソマリア内戦は一層の泥沼化を見せて、ガーリの平和強制部隊構想は失敗に終わった。
ブトロス＝ガーリは、100万人以上の死者を出したとされる1994年のルワンダ虐殺の際に国連が行動を起こさなかったことで批判され、また、継続中のアンゴラ内戦への介入についても国連内の支持を集めることができなかった。また、ユーゴスラビア崩壊のユーゴスラビア紛争への対応は、最も困難な課題のひとつだった。ボスニアでは国連平和維持軍が機能せず、1995年12月にNATOが介入せざるを得なくなった。ブトロス＝ガーリの評判は、国連の有効性や国連におけるアメリカの役割をめぐる大きな論争に巻き込まれていった。

### 再選へのアメリカの拒否権行使
1期目の任期が満了する1996年、ブトロス＝ガーリは2期目の再選に立候補したが、アメリカは彼の失脚を狙っていた。アメリカのマデリーン・オルブライト大使は、ブトロス＝ガーリに辞任を求め、新しい財団をジュネーブに設立することを提案した。他の西側諸国の外交官は、この申し出を「おかしな話だ」と言った。しかし、アメリカの外交圧力は効果がなく、他の安保理理事国はブトロス＝ガーリを支持する姿勢を崩さなかった。安保理では15票中14票を獲得したが、アメリカが拒否権を行使した。その後、4回の会合を経ても膠着状態から脱却できず、フランスはブトロス＝ガーリを2年の短期任期で任命するという妥協案を提示したが、アメリカはこれも拒否した。最終的にブトロス＝ガーリは立候補を断念し、拒否権によって2期目の就任を拒否された史上唯一の事務総長となった。
この判断には圧倒的多数の理事国がブトロス＝ガーリを選出していたにもかかわらず、アメリカ一国の反対で押し切られたとして、国際社会から大きな批判がアメリカに集中した。一方で人員削減・給与カットなどに終始し、国連の業務に支障が出るなど、改革が必ずしもいい方向に行かなかったためにアメリカは分担金の支払いを拒否しており、この退任は妥当であるという評価もある。学者であるがゆえに国連政策の理論を構築したが、実務面では非常に評価が低いという見方も存在する。国連改革およびブトロス＝ガーリの後任は、国連事務局に長年勤めていたコフィー・アナンに引き継がれることになる。

## 晩年

ブトロス＝ガーリとナーエラ・チョーハーン（2002年、パリにて）

1997年11月、ハノイにおいて開催された第7回フランコフォニー・サミットにおいて、新設の事務総長に選出され、翌1998年から2002年まで務めた。
2003年から2006年まで、発展途上国の政府間研究機関であるサウスセンターの理事長を務めた。ブトロス＝ガーリは、エジプトの国家人権評議会の設立に重要な役割を果たし、2012年まで同評議会の会長を務めた。
2007年には、「国際連合議会会議設立キャンペーン」を支援し、同キャンペーンのアピール文に最初に署名した。キャンペーンへのメッセージの中で、グローバルレベルでの市民の民主的参加を確立する必要性を強調した。
2009年から2015年まで、シラク財団が毎年授与している「紛争予防賞」の審査員を務めた。
2006年、イスラエル元首相シモン・ペレスと共著を出版した。2007年1月、従兄弟が役員を務める石油会社がイラクの復興事業に絡み、国連事務次長だったベノン・セヴァンにリベートを送っていたことが判明した（国連汚職問題 - 石油食料交換プログラム）。

## 死去
2016年2月16日、カイロ市内の病院で93歳で死去した。軍葬が行われ、コプト総主教タワドロス2世が祈りを捧げた。遺体は、カイロのアバッシアにあるペトリン教会に埋葬された。

## 私生活
妻のレイア・マリア・ナドラーは、アレキサンドリアのユダヤ系エジプト人の家庭で育ち、若い頃にカトリックに改宗した。

## 日本との関係
訪日時には必ず東郷神社に参拝していた。神社に祀られている東郷平八郎について「小さい頃、ものすごく励まされた、心を解放された」と言っている。事務総長在任中は「ロシアが気を悪くするので頻繁にいかないで欲しい」と部下が申し入れても意に介さなかったという。

## 著書

### 英語
- The Arab League, 1945–1955: Ten Years of Struggle, ed.  Carnegie Endowment for International Peace, New York, 1954
- New Dimensions of Arms Regulations and Disarmament in the Post Cold War, ed. United Nations, New York, 1992
- An Agenda for Development, ed. United Nations, New York, 1995
- Confronting New Challenges, ed. United Nations, New York, 1995
- Fifty Years of the United Nations, ed. William Morrow, New York, 1995
- The 50th Anniversary: Annual Report on the Work of the Organization, ed. United Nations, New York, 1996
- An Agenda for Democratization, ed. United Nations, New York, 1997
- Egypt's Road to Jerusalem: A Diplomat's Story of the Struggle for Peace in the Middle East, ed. Random House, New York, 1998
- Essays on Leadership（ジョージ・H・W・ブッシュ、ジミー・カーター、ミハイル・ゴルバチョフ、デズモンド・ツツとの共著）, ed. Carnegie Commission on Preventing Deadly Conflict, Washington, 1998
- Unvanquished: A US-UN Saga, ed. I. B. Tauris, New York, 1999
- The Papers of United Nations Secretary（チャールズ・ヒルとの共著）, ed. Yale University Press, New York, 2003
- The Arab League, 1945–1955: International Conciliation,, ed. Literary Licensing Publisher, London, 2013

### フランス語
- Contribution à l’étude des ententes régionales, ed. Pedone, Paris, 1949
- Cours de Diplomatie et de Droit Diplomatique et consulaire, ed. Librairie Anglo-égyptienne, Cairo, 1951
- Le problème du canal de Suez, ed. Société égyptienne du droit international, Cairo, 1957
- Le principe d’égalité des États et des organisations internationales, ed. Académie de droit international, Leiden, 1961
- Contribution à une théorie générale des alliances, ed. Pedone, Paris, 1963
- Le Mouvement afro-asiatique, ed. Presses universitaires de France, Paris, 1969
- L'organisation de l'Unité africaine, ed. Armand Colin, Paris, 1969
- Les difficultés institutionnelles du panafricanisme, ed. Institut Universitaire des Hautes études Internationales, Geneva, 1971
- Les conflits des frontières en Afrique, ed. Techniques et Économiques, Paris, 1972
- Contribution à une théorie générale des alliances, ed. Pedone, Paris, 1991
- L'interaction démocratie et développement [eds.], ed. Unesco, Paris, 2002
- Démocratiser la mondialisation, ed. Rocher, Paris, 2002
- Émanciper la Francophonie, ed. L'Harmattan, Paris, 2003
- 60 Ans de conflit israélo-arabe : Témoignages pour l'Histoire（シモン・ペレスとの共著）, ed. Complexes, Paris, 2006